# Socuéllamos
Socuéllamos – miasto w Hiszpanii, we wspólnocie autonomicznej Kastylia-La Mancha. W 2007 liczyło 12 333 mieszkańców.